# Buelliella physciicola
Buelliella physciicola is korstmosparasiet uit de klasse Dothideomycetes. Het parasiteert op Phaeophyscia (o.a. Rond schaduwmos). Het komt voor op droge, goed belichte rotsen. 

## Kenmerken
De ascomata zijn zwartachtig, 0,2-0,3 mm in diameter, met vaak vervormde zwarte randen. De asci zijn 8-sporig. De ascosporen zijn 1-septaat, hyaliene (later lichtbruin) en (12-)13-17 x 6-8,5 µm.
Deze soort lijkt op:
- Buelliella lecanorae, dat voorkomt op epifytische Lecanora-soorten
- Pyrenidium actinellum, dat ook op Phaeophyscia groeit, maar met 3-septate sporen.

## Verspreiding
In Nederland komt Buelliella physciicola zeer zeldzaam voor.